# Ždiarska vidla
Die Ždiarska vidla (älter slowakisch auch Plačlivá skala oder Tristárska vidla; deutsch Greiner, ungarisch Sirató, polnisch Płaczliwa Skała) ist der zweithöchste Berg des Gebirges Belianske Tatry (deutsch Belaer Tatra) innerhalb der Tatra. Er ist 2142 m n.m. hoch und erhebt sich im nordwestlichen Teil des Hauptkamms. Nachbarberge sind der Havran weiter westlich und der Hlúpy weiter südöstlich. 
Örtlich ist der Berg auch als Plačlivá skala (deutsch etwa Weinerlicher Fels) wegen mehrerer Quellen, deren Wasser insbesondere nach Regen den Berghang ergiebig hinabfließen („weinen“), bekannt, andererseits hörten Hirten bei bestimmten Windrichtungen „weinende“ Geräusche. Der heutige Name entstand von den Einwohnern von Ždiar, für die der Berg zusammen mit dem benachbarten Havran (der auch Panská vidla hieß) eine zweizinkige Gabel bildete. Hier ist allerdings zu bemerken, dass das slowakische Wort für Gabel standardsprachlich nur als Pluraletantum vidly existiert, somit ist die Form vidla orthographisch falsch, des Weiteren gehörten historisch etwa zwei Drittel des Bergs zum Gemeindegebiet von Spišská Belá (deutsch Zipser Bela).
Der Berg ist wie der Großteil des Gebirges für Touristen gesperrt, auch wenn in der Vergangenheit ein offizieller Wanderweg bis zum Gipfel von Ždiar aus führte. Ein rot markierter Weg von Ždiar über das Tal Monkova dolina zum Sattel Široké sedlo (1826 m n.m.) passiert am Osthang des Bergs vorbei auf dem Weg zum Sattel Kopské sedlo am Übergang in die Hohe Tatra.